# Жизьнево
Жизьнево (пол. Żyźniewo) — село в Польщі, у гміні Трошин Остроленцького повіту Мазовецького воєводства.
Населення — 115 осіб (2011).
У 1975-1998 роках село належало до Остроленцького воєводства.

## Демографія
Демографічна структура станом на 31 березня 2011 року:
|          | Загалом | Допрацездатний вік | Працездатний вік | Постпрацездатний вік |
| -------- | ------- | ------------------ | ---------------- | -------------------- |
| Чоловіки | 55      | 14                 | 34               | 7                    |
| Жінки    | 60      | 9                  | 35               | 16                   |
| Разом    | 115     | 23                 | 69               | 23                   |